# Bataille d'Iconium (1069)
La bataille d'Iconium (Konya) de 1069 ne doit pas être confondue avec la Bataille de Konya de 1832.
Pour les articles homonymes, voir Bataille d'Iconium.
Guerres byzantino-seldjoukides
Batailles
- Kapetrou
- 1re Manzikert
- Césarée
- Iconium
- 2e Manzikert
- Campagnes seldjoukides en mer Égée
- 2e Nicée
- 3e Nicée (en)
- Philomélion
- Campagnes de Jean II Comnène
- Laodicée
- Shaizar
- Myriokephalon
- Hyelion et Leimocheir
- Cotyaeum
- Trébizonde
- Antalya
- Antioche du Méandre

La bataille d'Iconium qui se déroula en 1069 fut une tentative infructueuse des Seldjoukides de prendre la ville d'Iconium (Konya).

## Bataille
Après le sac d'Ani et Césarée, respectivement en 1063 et 1067, l'armée byzantine d'Orient ne dispose pas des forces nécessaires pour stopper la vague turque, malgré les efforts de Romain Diogène en 1071 lors de la bataille de Mantzikert. Malgré cette faiblesse, une contre-attaque réussit à repousser les Turcs d'Iconium.

## Conséquences
Mais ce répit fut court ; après la bataille de Mantzikert, des problèmes internes apparurent dans l'Empire byzantin et une des conséquences de ces dissensions fut la prise par les Turcs de la ville d'Iconium. Après un bref retour dans le giron chrétien à la suite de la première Croisade. Elle retomba définitivement aux mains des Turcs en 1101 et devint sous le nom de Konya la capitale d'un des sultanats les plus dangereux pour l'avenir de Byzance.